# Heidi Blomstedt
Heidi Kristina Blomstedt (née Sibelius à Järvenpää le 20 juin 1911 et morte à Helsinki le 3 janvier 1982) était une potière-céramiste finlandaise.

## Biographie
Fille du célèbre compositeur Jean Sibelius et de Aino Järnefelt, Heidi obtient son diplôme de céramique artisanale à l'École supérieure Aalto d'art, de design et d'architecture d'Helsinki en 1932, et travaille plus tard comme freelance et pour la société Arabia. 
Mariée à l'architecte Aulis Blomstedt, ils ont eu quatre enfants :  Juhana Blomstedt (1937-2010), Petri Blomstedt (1941-1997), Anssi Blomstedt (1945– ) et Severi Blomstedt (1946– ).